# Leenderbos
Het Leenderbos is onderdeel van Natura 2000-gebied Leenderbos, Groote Heide & De Plateaux. Het maakt deel uit van een uitgestrekt natuurgebied op een aaneengesloten zandrug tussen Eindhoven en het Belgische Achel. Het Leenderbos wordt in het westen begrensd door de Tongelreep, in het noorden door het natuurgebied Valkenhorst, in het oosten door Leenderstrijp en het dal van de Strijper Aa en in het zuiden door het natuurreservaat Groote Heide.
Boswachterij Leende is onderdeel van Staatsbosbeheer en ongeveer 1600 ha groot. Het gebied is voornamelijk beplant met naaldbos, grove den die bestemd was voor mijnhout en douglasspar voor de houtverwerkende industrie. Het ontginningsbos werd in de jaren 30 van de 20e eeuw aangelegd als werkverschaffingsproject op het uitgestrekte heidegebied de Groote Heide. Uit deze episode is nog een houten werkkeet bewaard gebleven. Het Leenderbos is een van de eerste bossen die bewust zo zijn aangelegd dat het tevens een aantrekkelijk recreatiegebied zou worden. Kenmerkend voor zijn de licht gebogen dreven, in tegenstelling tot de meeste ontginningsbossen waar de dreven in een dambordpatroon zijn aangelegd. Daarnaast werden een aantal vennen met omgeving gespaard, en wel de Galberg, de Hasselsvennen, het Klein Hasselsven en het Dorven.
Toen de Tweede Wereldoorlog uitbrak is het bebossingswerk gestopt, waardoor een deel van de Groote Heide heide bleef. Op de grens van bos en heide werd nog een zogeheten tobhut nagebouwd, welke in gebruik was ten behoeve van de valkenvangst, waarin de inwoners van Valkenswaard gespecialiseerd waren.

## Ontwikkelingen
Anno 2010 wordt jaarlijks zo'n 6000 kuub hout geoogst. Volgens een nieuw Natura 2000 beheerplan wordt een deel van het naaldbos gekapt en weer omgezet in heide. Daarnaast wordt de dichte houtopstand gedund waardoor inheemse loofbomen en struiken ruimte krijgen. Sedert 2009 worden in het gebied wilde zwijnen afgeschoten. Deze zijn afkomstig uit het Belgische grensgebied, waar reeds in 2007 melding van overlast door in het wild levende zwijnen werd gemaakt. Waarschijnlijk zijn ze daar losgelaten uit een niet florerende fokkerij of opzettelijk uitgezet voor de jacht.

## Recreatie
Er is een netwerk van wandel-, ruiter- en fietsroutes door het gebied. De Kluizerweg, die van noord naar zuid door het bos loopt, is een smalle asfaltweg die ooit voor auto's is bedoeld, maar vanwege het streven naar een stiltegebied nu teruggebracht is tot een rustige fietsroute.